# Katja Heijnen
Katja Heijnen (* 14. Mai 1971 in Mannheim) ist eine deutsche Hörfunkjournalistin und -moderatorin.

## Leben und Wirken
Heijnen studierte Chemie und Germanistik und absolvierte parallel an der Katholischen Journalistenschule ifp eine studienbegleitende Journalistenausbildung. Sie arbeitete vier Jahre als Reporterin für den Hessischen Rundfunk, bevor sie 2000 als Redakteurin und Moderatorin die Leitung der Sendung Leute bei SWR1 übernahm. Sie interviewte hier Persönlichkeiten wie den ehemaligen Bundeskanzler Helmut Kohl, die Unternehmer Claus Hipp und Götz Werner, die Schauspielerin Veronica Ferres und den Sänger Peter Maffay. Für ihre „Interviews auf Augenhöhe“ wurde sie 2003 mit dem Kurt-Magnus-Preis ausgezeichnet. Mit Beate Sander verfasste sie die Biografie der Börsenexpertin, die im März 2021 im FinanzBuch Verlag der Münchner Verlagsgruppe erschien.